# Glyptothorax lonah
Glyptothorax lonah är en fiskart som först beskrevs av Sykes, 1839.  Glyptothorax lonah ingår i släktet Glyptothorax och familjen Sisoridae. IUCN kategoriserar arten globalt som livskraftig. Inga underarter finns listade i Catalogue of Life.